# Aymavilles
Aymavilles ist eine italienische Gemeinde mit 2096 Einwohnern (Stand 31. Dezember 2023) am Eingang des Cognetal im Aostatal.
Aymavilles besteht aus den Ortsteilen Bettex, Caouz, Cérignan, Chabloz, Champessolin, Champlan, Champleval-Dessous, Château, Chef-Lieu, Cheriettes, Chevril, Clos Savin, Crétaz Saint-Martin, Croux, Dialley, Ferrière, Folliex, Fournier, Glassier, La Camagne, La Cleyvaz, La Poyaz, La Roche, Micheley, Montbel, Moulins, Ozein (Belley, Chantel, Dailley, La Charrère, Murasses, Vers Les Prés, Ville), Pesse, Pompiod, Pont d’Aël, Saint-Léger, Saint Maurice, Seissogne, Sylvenoire, Turlin (Chanabertaz, Turlin Dessous, Turlin Dessus), Urbains, Venoir, Vercellod, Vieyes und Villetos.
Die Nachbargemeinden sind Cogne, Gressan, Jovençan, Saint-Pierre, Sarre, Valsavarenche, Villeneuve.

## Sehenswürdigkeiten
- Schloss Aymavilles
- Pont d’Aël

Mit dem Weingut Les Crêtes besitzt Aymavilles außerdem eines der Aushängeschilder des Weinbaus im Aostatal.

## Einzelnachweise

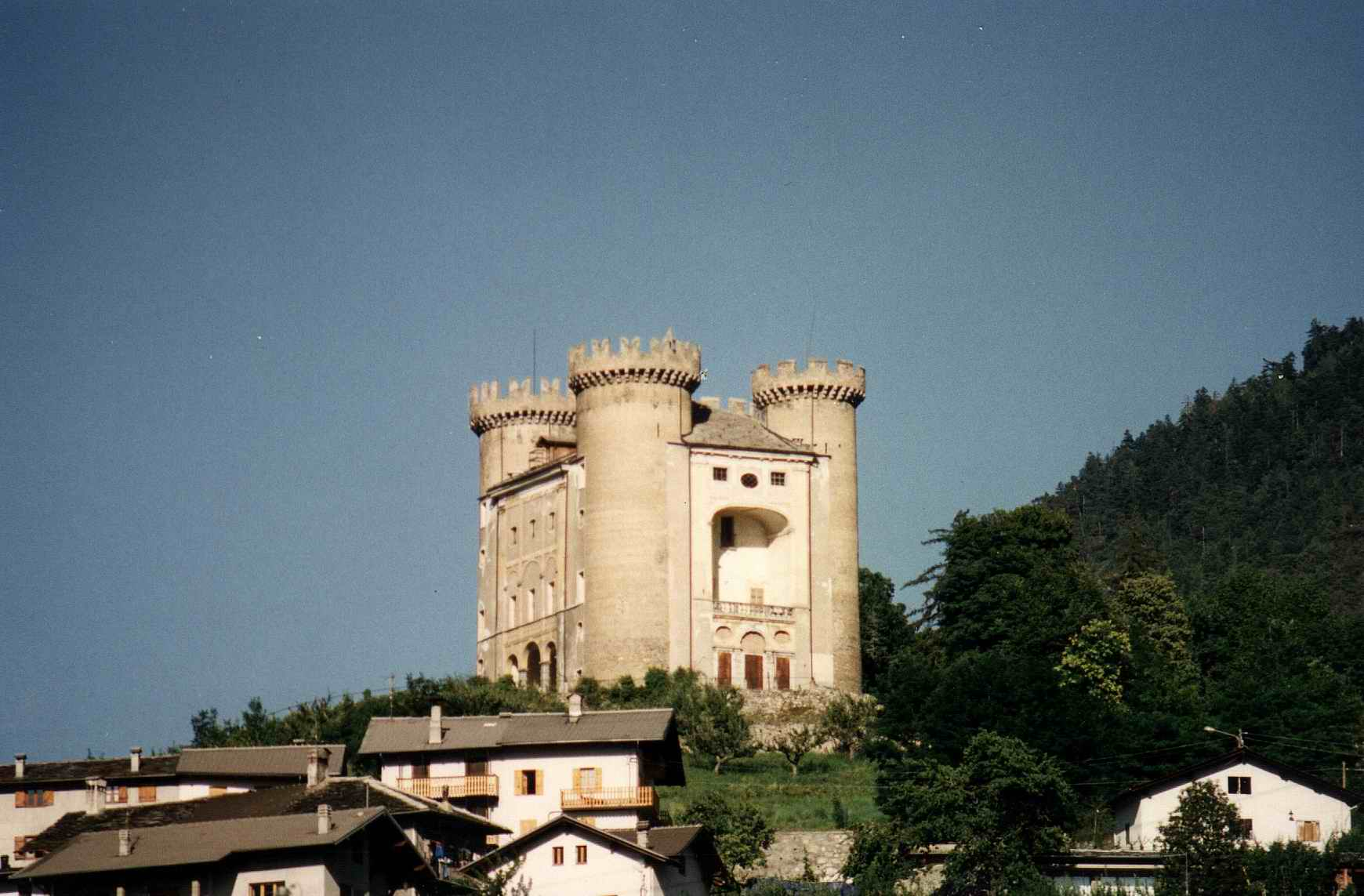
Burg in Aymavilles